# Disbelief
Disbelief ist eine deutsche Death-Metal-Band aus Dieburg bei Darmstadt in Hessen.

## Geschichte
Die Band wurde offiziell bereits 1990 gegründet. In den ersten fünf Jahren etablierte sich ein Line-Up, das mehrere Demos einspielte. Es bestand aus Karsten Jäger (Gesang), Oliver Lenz (Gitarre), Denis Musiol (Gitarre, zusätzlich Bass auf der unbetitelten Demo 1992 und der Demo Unbound 1993), Jochen Trunk (Bass auf der Demo Choice 1995) und Kai Bergerin (Schlagzeug). Thomas Fritsch könnte (wenn man die Relevanz eines Debüt-Albums gegenüber Demoaufnahmen mehr betonen möchte) ebenfalls als einer der Gründer angesehen werden, da er in dieser Zeit bereits den Bass auf dem Promotional Tape 1995 einspielte und später Denis Musiol auf dem Debüt-Album an der Gitarre ersetzte. Dieses selbstbetitelte Debüt wurde allerdings erst nach Bildung einer neuen Stammbesetzung im Herbst 1996 eingespielt und 1997 über das kleine Label Grind Syndicate Media vertrieben. Für einen ordentlichen Klang sorgte hier Andy Classen (Ex-Holy Moses).
Im Januar 1998 ging die Band das zweite Mal (erneut mit Andy Classen) ins Studio, um den Nachfolger Infected aufzunehmen. Dieser erschien erneut über GSM im Juni des gleichen Jahres. Konzerte zusammen mit Hypocrisy und Benediction auf dem Nuclear-Blast und dem Wacken-Open-Air-Festival sorgten erstmals für ein größeres Bekanntwerden der Band. In der Folge traten sie bei VIVA zu einem Special über das Dynamo Open Air auf. Im Frühjahr 1999 stellte der Ausstieg von Gitarrist Tommy Fritsch einen herben Rückschlag für die Band dar, der erst ein Jahr später durch den Einstieg von Jan-Dirk Löffler kompensiert werden konnte.
Nach dem Wechsel zu Massacre Records begannen Disbelief Mitte 2000 mit den Aufnahmen zu Worst Enemy (produziert von Andy Classen), welches im April 2001 veröffentlicht wurde. Mit diesem Album gelang der Band der Durchbruch: Von sämtlichen Musikzeitschriften Deutschlands erhielt es Höchstbewertungen (unter anderem Metal Hammer 6 von 7, Rock Hard 9,5 von 10 und Legacy 15 von 15 Punkte). Aufgrund von Problemen mit dem neuen Label gab die Band im Zuge der Veröffentlichung aber nur wenig Livekonzerte und so war sie bereits im Dezember desselben Jahres erneut im Studio (diesmal im Frankfurter Art of June) um den Nachfolger Shine (diesmal nicht mit Andy Classen) einzuspielen. Zur Unterstützung des Releases ging die Band sowohl im Februar mit Bolt Thrower, als auch im April bei der Konzertreihe No-Mercy Festival auf Tournee.
Für die Aufnahme des bereits fünften Albums Spreading the Rage im Mai und Juni 2003 arbeitete die Band wieder mit Andy Classen. Es erschien im Oktober desselben Jahres. Auf der nachfolgenden Promotournee spielten Disbelief nach Darkane, Mnemic und Mystic Prophecy neben Death Angel als Co-Headliner. Nachdem das Label die Band bereits in den Vereinigten Staaten unter Vertrag genommen hatte, folgte im Jahr 2004 der europaweite Wechsel zu Nuclear Blast. Nach einer Tour mit Pro-Pain begannen Disbelief 66sick einzuspielen, welches im März 2005 erschien. Produzent war Tue Madsen. Es war das zweite Album, das nicht von Andy Classen produziert wurde. Am 3. November 2006 gab die Band bekannt, dass Oliver Lenz aufgrund von beruflichen Gründen die Band verlassen habe, da ihm die Zeit für Disbelief fehle.
Am 11. November 2008 gab die Band bekannt, dass das Album Protected Hell im Januar aufgenommen werde. Außerdem stieg Gitarrist Jonas Khalil aus zeitlichen Gründen aus der Band aus. Sein Nachfolger wurde Ende März 2009 der Spanier Alejandro Varela. Am 29. September 2009 gab Disbelief auf der offiziellen Bandhomepage bekannt, dass Alejandro Varela die Band im Dezember 2009 aus beruflichen Gründen wieder verlassen werde. Sein Nachfolger wurde 2010 Alex Hagenauer (Soul Demise).
Am 7. September 2010 gab die Band bekannt, dass sich die Wege von Disbelief und Schlagzeuger Kai Bergerin, sowie Gitarrist Witali Weber getrennt hätten. Aussagen der Band zufolge hatte Bergerin Disbelief aus privaten Gründen verlassen, die ihm längere Tourneen unmöglich machten. Weber gab persönliche Differenzen als Ausstiegsgrund an. Bereits im selben Monat gaben Disbelief auf ihrer Homepage bekannt, dass sie mit Schlagzeuger Corny Althammer (Ahab, Dead Eyed Sleeper) und Gitarrist Wolfgang Rothbauer (In Slumber, Thirdmoon, Zombie Inc., Eisblut) zwei neue Mitglieder gefunden hätten. Zwischenzeitlich (2012) spielten Thomas Walther (Schistosoma) am Schlagzeug und Jan Jansohn (All Will Know, Adorned Brood, Dunkelschön, Jan Jansohn Quartett, Ex-Opalessence, Ex-Agathodaimon) an der Gitarre aushilfsweise für Disbelief.
Gitarrist Wolfgang Rothbauer verließ die Band im Juli 2013 aus organisatorischen Gründen und wurde durch David „Dave“ Renner (ex-Painful) ersetzt. Die seit 2011 vakante Schlagzeugposition, die bis dato von Session-Schlagzeugern besetzt war, wurde an Drumster (Gorilla Monsoon) vergeben, der 2014 von Fabian „Fab“ Regmann abgelöst wurde. Am 24. April 2017 erschien das zehnte Studio-Album The Symbol of Death der Band via Listenable Records. Im gleichen Jahr wurde Marius Pack (ex-Verdict) als neuer Gitarrist vorgestellt, der seitdem den Platz von Alex Hagenauer (Soul Demise) einnimmt, welcher die Band aus persönlichen Gründen verlassen hat.
Am 27. März 2020, kurz bevor die Covid-19-Pandemie die Kunst- und Kulturlandschaft weltweit zum Erliegen brachte, erschien mit The Ground Collapses (ebenfalls via Listenable Records) das mittlerweile elfte Album, das mit Platz 93 in den deutschen Albumcharts einstieg. Im Mai 2021 gab Schlagzeuger Fabian Regmann bekannt, die Band aus persönlichen Gründen zu verlassen. Einen Monat später konnte mit Timo Claas (ex-Lay Down Rotten, ex-Demonbreed, Miseo) ein neuer Schlagzeuger vorgestellt werden. 2025 verließ Claas die Band wieder.

## Stil
Der Stil der Band kann grob dem Death Metal zugeordnet werden, auch wenn sie sich im Laufe der Zeit von diesem Stil wegbewegt hat. Vom Label wird sie oft als „Emotional Deathcore“ bezeichnet, bei anderen findet die schlichte Beschreibung „Noise Metal“ oder „Extreme Metal“ Verwendung. Die Band zeichnet sich durch den variablen Gesang von Karsten Jäger, dessen Bandbreite von geradezu bestialischem Geschrei bis hin zu filigranen Gesangsmelodien reicht, und durch die Emotionalität ihrer Musik aus. Aufgrund der extrem brutalen, jedoch immer mit einer starken melancholischen Note versehenen Musik wird Disbelief mit der Band Neurosis verglichen.

## Diskografie

### Demos
- 1992: Unbetitelte Demo
- 1993: Unbound
- 1995: Promotion Tape
- 1995: Choice

### Alben
- 1997: Disbelief
- 1998: Infected
- 2001: Worst Enemy
- 2002: Shine
- 2003: Spreading the Rage
- 2005: 66Sick
- 2007: Navigator
- 2009: Protected Hell
- 2010: Heal!
- 2017: The Symbol of Death
- 2020: The Ground Collapses
- 2024: Killing Karma